# Wangkelang (Kandangserang)
Wangkelang is een bestuurslaag in het regentschap Pekalongan van de provincie Midden-Java, Indonesië. Wangkelang telt 2022 inwoners (volkstelling 2010).